# Monastero di Santa Maria della Consolazione (Martano)
Il monastero di Santa Maria della Consolazione di Martano, in provincia di Lecce, è un monastero cistercense intitolato alla Madre della Consolazione.
Sorge fuori dal centro abitato di Martano, sulla via per Borgagne, in contrada "Sinobbie" (antico insediamento di monaci bizantini cenobiti). L'edificio ospita i monaci cistercensi dal 1926. L'archivio e la biblioteca del monastero custodiscono numerosi documenti e libri di grande valore. Rinomate sono inoltre la liquoreria in cui viene prodotto l'amaro digestivo "San Bernardo", insieme a numerosi altri prodotti del monastero martanese come olio e marmellate.

## Storia
L'edificio fu costruito nel 1686 per desiderio e ad opera della popolazione martanese. Fu occupato per lungo tempo dai padri alcantarini fino alla soppressione avvenuta nel 1866, per intervento delle leggi italiane sulla soppressione degli ordini monastici e l'incameramento dei beni dell'asse ecclesiastico. Tuttavia i padri assicurarono una discreta regolarità nelle funzioni religiose fino al 1881, quando anche l'ultimo religioso abbandonò il complesso. L'edificio rimase allora abbandonato mentre iniziava un periodo di lento logoramento delle strutture murarie e dei locali.
Nel 1885 venne perfezionato l'acquisto della chiesa e dei locali dell'intero complesso da parte del Comune di Martano sotto il sindacato di Pietro Bosano Ioly. Il progetto dell'amministrazione era quello di consentire il prosieguo delle funzioni religiose nella chiesetta annessa al convento e, al contempo, adibire l'intera struttura a edificio scolastico o ricovero per i nullatenenti e gli indigenti. La lontananza della struttura dal centro abitato, tuttavia, costituì un grosso impedimento alla realizzazione di questi progetti e il monastero rimase sostanzialmente abbandonato, continuando nel processo di decadimento strutturale. Venne utilizzato quindi come deposito di paglia, come ricovero durante le epidemie, come quella di colera scoppiata nell'ultimo ventennio dell'Ottocento, e persino come impianto industriale, utilizzo quest'ultimo, che compromise ulteriormente la stabilità degli edifici.
Compresa l'inutilità dell'affare, il Comune propose la vendita dell'intera struttura al barone Mario Comi. La trattativa andò avanti per diversi anni quando nel 1908, con i Comi alla testa dell'amministrazione comunale, si perfezionò la vendita agli stessi "benefettori" Angelo Comi e Cosimo Marcucci. Inizialmente venne affidato ai pp. Francescani che però lo tennero per breve tempo. 
Nel primo dopoguerra il convento divenne strumento di rivendicazione politico amministrativa tra i partiti martanesi sicché nel 1926 subentrarono i pp. Cistercensi, mentre prendeva possesso dell'intera struttura il padre Mauro Cassoni.